# Thymoites guanicae
Thymoites guanicae är en spindelart som först beskrevs av Alexander Petrunkevitch 1930.  Thymoites guanicae ingår i släktet Thymoites och familjen klotspindlar. Inga underarter finns listade i Catalogue of Life.